# Jacques Fromental Halévy
Jacques Fromental Halévy (Párizs, 1799. május 27. – Nizza, 1862. március 17.) tizenkilencedik századi német származású francia operaszerző, a francia grand opéra Giacomo Meyerbeer mellett legkiforrottabb mestere.

## Élete
Jacques Fromental Halévy 1799. május 27-én Párizsban született egy német származású zsidó család gyermekeként. A kis Jacques zenei tehetségére korán felfigyeltek, már 10 éves korában a párizsi konzervatórium növendéke lett. 1812-től a kor egyik legnevesebb zeneszerzőjétől, Luigi Cherubinitől tanult zeneszerzést. Már hallgató korában számos elismerést sikerült begyűjtenie: 1816-ban a Les Derniers Moment du Tasse című kantátájával, majd 1819-ben a Herminie című művével elnyerte az az évben kiírt pályázatot a Római Díjra, ennek köszönhetően lehetősége nyílt Itáliában tovább képeznie magát. Még 1819-ben felkérést kapott a Berry herceg meggyilkolásának emlékére készítendő gyászkantáta megírására.
Már 1816-ban segédoktató volt a konzervatóriumban, e feladatát Rómába való elutazásáig betöltötte. 1821–1822-ben Rómában tevékenykedett, a neves zeneszerző és karmester, Giuseppe Baini kurzusait látogatta rendszeresen. Nagy megtiszteltetésnek számított, hogy három canzonetta megkomponálására kapott lehetőséget a nápolyi San Carlo színház számára. Ekkor komponálta első színpadi műveit is, de ezek még inkább tanulmányok, gyakorlatok voltak és nem is kerültek bemutatásra. 1822-ben Bécset útba ejtve utazott vissza a francia fővárosba. Bécsben nagy hatást tett rá a város pezsgő kulturális élete, találkozott Beethovennel is.
Visszatérve Párizsba rögtön belevetette magát a komponálásba. 1827-ben került elsőként bemutatásra egy egyfelvonásos operája a L’artisan. Még ez évben kinevezték a konzervatórium összhangzattan tanárává. Rövidesen felkérést kapott a Theâtre Italien színháztól is, ahol csembalista lett. 1830-ban ezen állásain túl még a Nagyopera zenefelügyelői posztját is ellátta egészen 1854-ig. Tehetsége mellett a nagy Cherubini támogatása is hozzájárult, hogy rövidesen a párizsi operaélet meghatározó személyiségévé válhatott.
Cherubini javaslatára mutatták be Louis Ferdinánd Hérold általa befejezett operáját Ludovic címmel, aztán az 1835-ben színre vitt A zsidónő című operája meghozta neki a nemzetközi elismerést, amit a L’éclair című vígoperája tovább növelt. Még ez évben kitüntették a Francia Becsületrenddel, majd a következő évben felvették a Francia Művészeti Akadémia tagjai közé. Ezután tovább folytatta operakomponálási tevékenységét, de az egy Ciprus királynője kivételével már csak szerény sikereket ért el. Töretlen volt a tevékenysége a konzervatóriumban is, ahol időközben a zeneszerzés szak vezetője lett. Tanítványai között több későbbi neves zeneszerzőt találunk: Georges Bizet, Charles Gounod, Camille Saint-Saëns stb.. 1844-ben a Francia Akadémia alelnöke lett, majd emellett 1854-ben elnyerte az akadémia titkári posztját is. 1862-ben nizzai otthonában halt meg. utolsó színpadi műve már befejezetlen maradt. Unokaöccse Ludovic Halévy sikeres szövegkönyvíró volt.

## Munkássága
Halévy a maga korában a francia grand opéra Meyerbeer mellett legnépszerűbb mestere volt, aki európai hírnévre tett szert. Ő maga mindig úgy érezte, hogy darabjai Auber és Meyerbeer operáinak árnyékában adósak maradtak a várt és remélt sikerrel. Operáit gazdag dallamvilág, monumentális hangszerelés, nagy létszámú kórusok, látványos tömegjelenetek, nagyszámú statiszta alkalmazása és hatásos szólamok jellemezték. Korának egyik legnépszerűbb francia operaszerzője volt, azonban darabjai mára egy kivételével teljesen eltűntek az operaszínpadokról. A zsidónőt még elő szokták adni, de viszonylag ritkán tűzik műsorra. Ennek több oka is van. Egyrészt a darab kényes témája (a különböző vallások képviselőinek egymás mellett élése), másrészt hosszúsága, harmadrészt igényes és nehéz szólamai, valamint színpadtechnikai igényessége és nagy szereplőgárdája állítja nagy feladat elé az operaházakat.
A zsidónő mindezek ellenére a francia operairodalom gyöngyszemei közé tartoik. Az összeesküvésen alapuló történethez a keretet az 1414-es konstanzi zsinat adja. A nagy tömegjelenetek és balettok, az egyedi jellemrajzok és a virtuóz énekszólamok mind felejthetetlenné teszik a hallgató számára a darabot. A jelenetek csodálatos tablókká állnak össze, a zsidó rituális jelenetekben a zsidó folklórból vett dallamokat használt fel Halévy. A mű színházi koncepciója nem kisebb valakire, mint Richard Wagnerre gyakorolt nagy hatást.
Néhány operája elveszett. Színpadi művei mellett fennmaradtak kantátái, dalai, néhány egyházzenei műve. Érdekességként megemlíthető, hogy Halévy feldolgozta Csajkovszkij előtt Puskin Pikk dámájának történetét.

## Operái
- L'artisan (1827)
- Le roi et le batelier (1827)
- Clari (1828),
- La dilettante d'Avignon (1828)
- Attendre et courir (1830)
- La langue musicale (1830)
- La tentation (1832)
- Les souvenirs de Lafleur (1833)
- Ludovic (1833), Hérold darabjának befejezése
- La Juive (1835)
- L'éclair (1835)
- Guido et Ginevra (1838)
- Les treize (1839)
- Le shérif, (1839)
- Le drapier (1839)
- Le guitarréro (1841)
- La reine de Chypre (1841)
- Charles VI (1843)
- Le lazzarone, ou Le bien vient en dormant (1844)
- Les mousquetaires de la reine (1846)
- Les premiers pas (1847)
- Le val d'Andorre (1848)
- La fée aux roses (1849)
- La tempesta (1850
- La dame de pique (1850)
- Le Juif errant (1852)
- Le nabab (1853)
- Jaguarita l'Indienne (1855)
- L'inconsolable (1855)
- Valentine d'Aubigny (1856)
- La magicienne(1858)
- Noé (1858-1862, befejezetlen, a szerző halála után Goerges Bizet fejezi be

## Magyarul
- A ki nem tudott kettőt szeretni. Regény; ford. K. Beniczky Irma; Képes Családi Lapok, Bp., 1897[1]